# Gierałtowice (gmina)
Gierałtowice – gmina wiejska w Polsce położona w województwie śląskim, w powiecie gliwickim. W latach 1975–1998 gmina administracyjnie należała do województwa katowickiego.
Siedziba gminy to Gierałtowice.

## Położenie
Gmina jest położona w południowej części powiatu gliwickiego i sąsiaduje z miastami:
- Gliwice, Knurów, Mikołów, Ruda Śląska, Zabrze

oraz gminami:
- Ornontowice, Czerwionka-Leszczyny.

## Miejscowości
Miejscowości leżące na terenie gminy Gierałtowice:
Sołectwa:
- Chudów
- Gierałtowice wraz z przysiółkiem Beksza (wieś gminna)
- Paniówki
- Przyszowice

## Powierzchnia
Według danych z roku 2002 gmina Gierałtowice ma obszar 39 km², w tym:
- użytki rolne: 71%
- użytki leśne: 10%

Gmina stanowi 5,88% powierzchni powiatu.

## Demografia

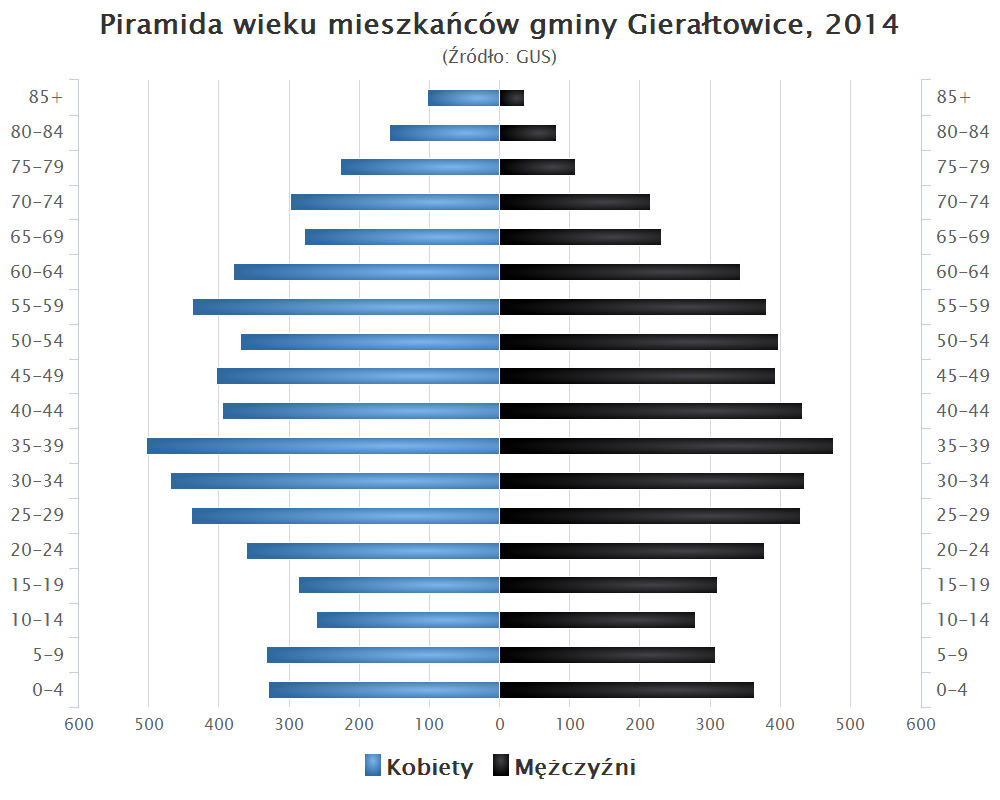
Piramida wieku mieszkańców gminy Gierałtowice w 2014 roku

Dane z 31 grudnia 2014:
| Opis                              | Ogółem | Ogółem | Kobiety | Kobiety | Mężczyźni | Mężczyźni |
| --------------------------------- | ------ | ------ | ------- | ------- | --------- | --------- |
| jednostka                         | osób   | %      | osób    | %       | osób      | %         |
| populacja                         | 11 349 | 100    | 5885    | 51,9    | 5464      | 48,1      |
| gęstość zaludnienia (mieszk./km²) | 291    | 291    | 150,9   | 150,9   | 140,1     | 140,1     |

## Historia
Gmina Gierałtowice powstała 1 lutego 1977 roku w województwie katowickim z obszarów zniesionej gminy Przyszowice (Chudów, Gierałtowice, Paniówki i Przyszowice) oraz z części zniesionej gminy Ornontowice (Bujaków i Ornontowice). 2 kwietnia 1991 z inicjatywy mieszkańców Ornontowic sołectwo to zostało wyłączone z gminy Gierałtowice, tworząc ponownie gminę Ornontowice, aczkolwiek w znacznie mniejszych granicach. 30 grudnia 1994 od gminy Gierałtowice odłączono także sołectwo Bujaków, włączając je do miasta Mikołów.
O chlubnej i ciekawej historii gminy świadczą liczne zabytki, między innymi: odrestaurowane ruiny renesansowego zamku w Chudowie z lat trzydziestych XVI wieku. Wpisany do rejestru zabytków zamek wraz z przyległym terenem, został w ostatnich latach przekazany Fundacji Zamek Chudów. W Przyszowicach podziwiać można zabytkowy pałac wraz z parkiem o powierzchni 4,13 ha. Zespół pałacowo-parkowy objęty został ochroną prawną i wpisany do rejestru zabytków. Dodatkowo, odnowiona elewacja zewnętrzna wraz z nowoczesną iluminacją tworzą swoisty klimat wokół obiektu.

## Zabytki
- Pałac w Przyszowicach – pałac z XIX wieku.
- Spichlerz w Chudowie – spichlerz z XVIII wieku.
- Spichlerz Przyszowicach – spichlerz plebański z XIX wieku.
- Zamek w Chudowie – zamek z XVI wieku.
- Dwór Madejskich w Gierałtowicach z początku XIX wieku.

## Edukacja
Gmina Gierałtowice posiada sieć publicznych placówek oświatowych składającą się z czterech Zespołów Szkolno-Przedszkolnych (po jednym w każdym sołectwie), w skład których wchodzą:
Przedszkola:
- Przedszkole w Gierałtowicach
- Przedszkole w Chudowie
- Przedszkole w Paniówkach
- Przedszkole w Przyszowicach

Szkoły podstawowe:
- Szkoła Podstawowa im. Gustawa Morcinka w Gierałtowicach
- Szkoła Podstawowa im. Witolda Budryka w Chudowie
- Szkoła Podstawowa im. Jana Pawła II w Paniówkach
- Szkoła Podstawowa im. Karola Miarki w Przyszowicach

Gimnazja:
- Gimnazjum Numer 1 w Gierałtowicach
- Gimnazjum Numer 2 w Paniówkach
- Gimnazjum Numer 3 w Przyszowicach

## Turystyka
Przez gminę przebiegają następujące szlaki turystyczne:
- – Szlak Bohaterów Wieży Spadochronowej
- – Szlak Okrężny wokół Gliwic
- – Szlak Krawędziowy GOP

## Transport

### Drogowy
Przez gminę Gierałtowice przechodzi droga wojewódzka nr 921 i droga krajowa nr 44.